# Jasmine (JavaScript)
Jasmine (Jasmine Core) ist eine freie Modultest-Bibliothek für JavaScript. Jasmine ist auf jeder JavaScript-fähigen Plattform ausführbar (insbesondere ohne Web-Browser bzw. Document Object Model) und erfordert keine Anpassung des Prüfsystems (System Under Test). Die sehr einfach gehaltene Testbeschreibungssprache lehnt sich an die Testfall-Notation des Behavior Driven Development (BDD) an. Großen Einfluss auf die Entwicklung hatten andere Modultest-Bibliotheken wie ScrewUnit, JSSpec, JSpec und RSpec.

## Einsatz
Jasmine-Tests sollen einfach lesbar sein. Ein einfacher Hallo-Welt-Test sieht aus wie der Quellcode unten, wobei describe() ein Testszenario beschreibt und it() einen einzelnen Testfall. Im BDD-Sinne bezeichnet it() das Prüfsystem und soll als Subjekt zusammen mit dem Testnamen einen vollständigen (englischen) Satz bilden, der den Testfall beschreibt.
```
describe
(
'Hallo Welt!'
,
 
function
 
()
 
{

  
it
(
'says hello'
,
 
function
 
()
 
{

    
expect
(
helloWorld
()).
toEqual
(
'Hallo Welt!'
);

  
});

  
it
(
'does not save the world'
,
 
function
 
()
 
{

    
expect
(
helloWorld
())

      
.
not
.
toBe
(
'Rettung der Welt!'
);

  
});

});

```

Bedingungen werden durch Vergleichsfunktionen (Matchers) wie expect(Ausdruck).toEqual(Prüfwert), …toBeTruthy(), …toBeGreaterThan(7.5) oder …toBeDefined() ausgedrückt. Für komplexere Testszenarien werden describe()-Ausdrücke verschachtelt. Mithilfe von Spionen (Spies) können erwartete Funktionsaufrufe und ihre Signatur hinterlegt werden: expect(Objekt.Funktion).toHaveBeenCalledWith(Parameterliste). Dabei können diese durch Stubs oder Mock-Objekte ersetzt oder Beobachtungsfunktionen injiziert werden.
Weitere Funktionalitäten von Jasmine umfassen die Zeitablaufverfolgung und asynchrone Funktionsaufrufe. Zur Sicherstellung der Unabhängigkeit einzelner Tests kann die Testausführungsreihenfolge zufällig bestimmt werden.